# Johan van Beethoven
Johan van Beethoven (Bonn, eind 1739 of begin 1740 – aldaar, 18 december 1792) was tenorzanger en de vader van Ludwig van Beethoven.

## Leven en werk
Johan werd geboren in 1740 als zoon van Lodewyk van Beethoven uit Mechelen (1712-1773) en Maria Josepha Poll uit Bonn (1714-1775). Vader Lodewyk was in 1733 naar Duitsland uitgeweken op uitnodiging van aartsbisschop en keurvorst Clemens August I van Beieren. Hij trouwde er en kreeg drie kinderen, van wie alleen Johan in leven bleef. Johans moeder was alcoholiste en hij schijnt deze verslaving van haar te hebben geërfd.
Johan huwde in 1767 met Magdalena Keverich. Uit dit huwelijk kwamen acht kinderen, van wie er drie in leven bleven. De tweede was Ludwig van Beethoven.
Op 17 juli 1787 stierf zijn vrouw aan tuberculose. Na de dood van zijn vrouw raakte hij nog meer aan drank verslaafd. In 1789 werd hij onder curatele gesteld.
In 2023 kwam bij het genoomonderzoek op haarlokken van Ludwig van Beethoven aan het licht dat er een koekoekskind in de stamlijn van Beethoven aanwezig was. Uit de bijdrage van professor Maarten Larmuseau bleek dat de componist genetisch niet verwant is met alle andere Vlaamse Van Beethovens. Nochtans was die verwantschap op papier wel gevonden via de stamvader Aert van Beethoven uit Kampenhout. Waarschijnlijk betekent dit dat Johan geen biologisch kind was van Lodewijk, zoals Jan Cayers reeds in zijn biografie had gesuggereerd. Al kan er op basis van het genetisch genealogisch onderzoek niet met zekerheid gezegd worden in welke generatie de buitenechtelijke verwekking plaatsvond.
- Gemeinsame Normdatei: 13591647X
- International Standard Name Identifier: 0000 0000 5589 4698
- SNAC: w6hx3d37
- Virtual International Authority File: 80351191
- WorldCat: E39PBJgCQwvgCXm4Y4V8RDX68C